# 1958 aux États-Unis
Pour des articles plus généraux, voir Chronologie des États-Unis et 1958.
Chronologie des États-Unis
- 1954
- 1955
- 1956
- 1957
- 1958
- 1959
- 1960
- 1961
- 1962

Cette page concerne des événements d'actualité qui se sont produits durant l'année 1958 du calendrier grégorien aux États-Unis.

## Gouvernement
- Président : Dwight D. Eisenhower
- Vice-président :  Richard Nixon
- Secrétaire d'État : John Foster Dulles
- Président de la Chambre des représentants : Sam Rayburn

## Événements

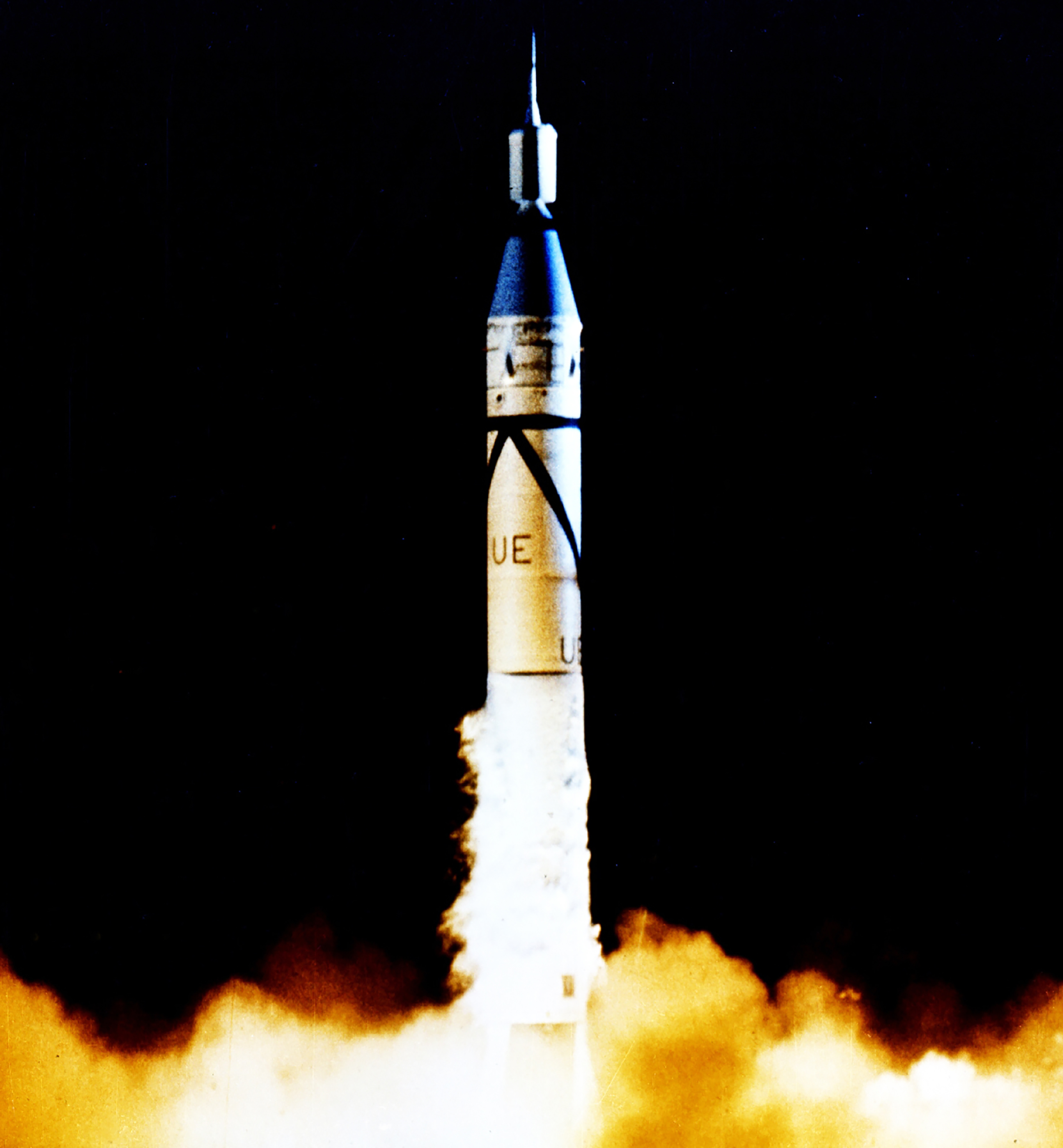
Décollage du satellite Explorer 1.

- 31 janvier : premier satellite artificiel américain, Explorer 1, mis sur orbite.
- 5 février :  une bombe H, la bombe Tybee est perdue dans les eaux de l'île Tybee aux environs de Savannah pendant un exercice militaire. Elle n'a jamais été retrouvée[1].
- 22 février : 15e cérémonie des Golden Globes.
- 8 avril : les États-Unis rejettent la demande soviétique d’arrêt des essais nucléaires.
- 12 mai : signature du NORAD entre les États-Unis et le Canada.
- 13 mai : incident de Caracas, où le vice-président Richard Nixon manque de se faire lapider.
- 24 mai : formation à Washington de l'agence de presse UPI (United Press International).
- Juin : abolition de la loi Mac-Mahon de 1946 par le Congrès des États-Unis. Reprise de la coopération nucléaire entre les États-Unis et le Royaume-Uni.
- 9 juillet : mégatsunami de 1958 de la baie Lituya en Alaska[2].
- 29 juillet : création de la NASA, avec un budget initial de 89 millions de dollars.
- 3 août : le sous-marin USS Nautilus devient le premier navire à naviguer sous la calotte glaciaire du pôle Nord.
- Août :
  - Les États-Unis et le Royaume-Uni interviennent en Jordanie et au Liban à la suite du coup d’État militaire de Qasim en Irak. À la fin de l'année, 14 000 soldats américains seront présents au Liban.
  - Suspension provisoire des essais nucléaires.
- 2 septembre[3] : National Defense Education Act, qui débloque 800 millions de dollars sur 4 ans pour développer l’enseignement scientifique.
- Septembre : le gouverneur de l’Arkansas Orval Faubus décide la fermeture de toutes les écoles publiques de son État. Le gouvernement fédéral ne réagit pas.
- 4 novembre : raz-de-marée démocrate au Congrès (243 sièges sur 436 à la chambre et 64 sièges sur 100 au Sénat).
- 1er décembre : un incendie éclata à l'école de Notre-Dame des Anges à Chicago, faisant un total de 93 morts.
- 7 décembre : disparition de la famille Martin dans l'Oregon.

## Économie et société
- Déficit de 3,5 milliards de dollars de la balance des paiements.
- Le gouvernement républicain dépense pour le soutien des prix agricoles dix fois plus qu’en 1952.
- The Affluent Society, de l’économiste John Kenneth Galbraith, qui exprime son scepticisme quant à l’amélioration qui pourrait résulter de la seule croissance du PNB pour les 20 à 30 % de familles pauvres tant que l’État ne se résoudra pas à la redistribution.
- 3,8 % d'inflation
- 7,0 % de chômeurs
- 93,5 milliards de dollars sont dédiées aux dépenses publiques, dont 56 % par le gouvernement fédéral.
- 444,5 milliards de dollars de PNB.

## Naissances en 1958
- 16 février : Ice-T, acteur et rappeur américain
- 22 septembre : Joan Jett, chanteuse américaine